# Europa-Parlamentsvalget 2014 i Danmark
Europa-Parlamentsvalget 2014 i Danmark var den danske del af Europa-Parlamentsvalget 2014 og blev afholdt den 25. maj 2014. Ved valget valgtes 13 danske medlemmer af Europa-Parlamentet.
Valget faldt i Danmark sammen med Folkeafstemning om Patentdomstolen, hvor det blev afgjort at Danmark skulle være med i en aftale om fælles patentdomstole for de EU-lande som tilslutter sig.

## Stemmeret
Stemmeberettiget er man, hvis man har dansk statsborgerskab og fast bopæl i Danmark eller et andet EU-land, eller hvis man er statsborger i et andet EU-land og har fast bopæl i Danmark.
Man er dog ikke stemmeberettiget, hvis man er under værgemål (umyndiggjort) og i det tilfælde, at man har fast bopæl på Færøerne eller i Grønland.
Hvis man er dansk statsborger med fast bopæl i udlandet, gælder der specielle regler: man skal ansøge om at blive optaget på valglisten i Danmark, og man kan ikke samtidig være optaget på valgliste i bopælslandet.
Reglerne for stemmeret til Folkeafstemning om Patentdomstolen er ikke de samme som for Europa-Parlamentsvalget.

## Kandidater
Listen med kandidaterne til Europa-Parlamentsvalget 2014 i Danmark skal indleveres til Økonomi- og Indenrigsministeriet fire uger før valget.
Partierne havde dog tidligt deres kandidater på plads. 
Alle Folketingets parti med undtagelse af Enhedslisten opstillede kandidater til valget. 
Derudover opstillede Folkebevægelsen mod EU.
For Socialdemokraternes sideordnede liste nyopstillede Jeppe Kofod som spidskandidat foran MEP'erne Ole Christensen, Christel Schaldemose og Britta Thomsen.
Partiet Det Radikale Venstre var ikke repræsenteret i Europa-Parlamentet, men forsøgte sig med Morten Helveg Petersen som spidskandidat på den sideordnede opstilling.
For det Konservative Folkeparti genopstillede Bendt Bendtsen og fik følgeskab af blandt andet Tove Videbæk og Christian Wedell-Neergaard.
Ligeledes genopstillede Margrete Auken for sit parti, SF, der også opstillede Fathi El-Abed og Meta Fuglsang med flere.
Folkebevægelsen mod EU havde den nyindtrådte Rina Ronja Kari som spidskandidat.
På dets sideordnede liste figurerede blandt andre også Christian Juhl, Karina Rohr Sørensen, Mette Langdal og Helge Rørtoft-Madsen.
Dansk Folkeparti havde deres MEP'er Morten Messerschmidt som spidskandidat, og på deres liste var blandt andre Anders Vistisen og Jørn Dohrmann repræsenteret.
Venstre havde oprindeligt udtænkt rollen som spidskandidat til Ellen Trane Nørby, men i februar 2014 meddelte hun at hun trak sig på grund af graviditet.
I stedet kom Ulla Tørnæs til, støttet af de to MEP'er Morten Løkkegaard og Jens Rohde, foruden blandt andre Irene Simonsen samt OL-vinderen og IOC-medlemmet Poul-Erik Høyer.
For Liberal Alliance nyopstillede Christina Egelund som spidskandidat.
Anna Rosbach, der var valgt ind for Dansk Folkeparti takket være Morten Messerschmidts store personlige stemmetal, havde i valgperioden forladt partiet, og ville i stedet opstille med Miljøpartiet Fokus.
I februar 2014 meddelte hun dog at hun droppede at genopstille som kandidat til Europa-Parlamentet.
Op til valget havde et internationalt netværk af 36 europæiske borgerrettighedsorganisationer gået sammen om at udfærdige et Charter om Digitale Rettigheder, som vælgere og kandidater kunne tilslutte sig. 
Fra Danmark tilsluttede sig Karen Melchior fra Det Radikale Venstre, Margrete Auken fra SF samt Rina Ronja Kari og Troels Juel, begge fra Folkebevægelsen mod EU.

## Baggrund
Et gennemgående tema i debatten var social dumping og adgangen til sociale ydelser for EU-borgere i Danmark. Landspolitisk prægedes af en fremgang for Dansk Folkeparti og partiformanden Kristian Thulesen Dahl
og historien om Venstres betaling af Lars Løkke Rasmussens tøj og ferie.
Det betød at en meningsmåling foretaget et par dage før valget fandt at Thulesen Dahl var lige så populær som Løkke Rasmussen når danskere blev bedt om at vælge mellem de to og Helle Thorning-Schmidt som statsminister.
Cirka to uger før valgdagen udsendte Folketinget en viral video rettet mod unge via deres konto på YouTube.
Den godt halvanden minutter lange tegnefilm skildrede en karikeret superhelt kaldet Voteman, der blev hidkaldt til med vold og magt at få unge til valgstederne. 
Den delvis engelsksprogede video opnåede stor succes både nationalt og internationalt. Folketinget valgte dog at fjerne versionen fra deres YouTube-konto efter at en hel del kritik, der gik på at dens karikerede univers med gruppesex, blowjob, halshugning af en sofavælger, tæsk og springskalle-delfiner var sexistisk, provokerende og kontroversiel.

## Resultat
I 77% af alle valgkredse gik Dansk Folkeparti betydeligt frem og blev det største parti, mens Socialdemokratiet og Venstre gik tilbage, hvor Venstre øjensynligt var påvirket at historien om Lars Løkke Rasmussen.
Dansk Folkepartis fremgang spejledes i andre europæiske lande hvor EU-skeptiske partier også gik frem.
Dansk Folkparti fik 26,7 procent af stemmerne, hvilket betød at partiet fik 4 mandater, af de i alt 13 mandater.
Valgresultat:
|  | 26,60 |

|  | 019,10 |

|  | 016,70 |

|  | 10,90 |

|  | 9,10 |

|  | 8,10 |

|  | 6,50 |

|  | 2,90 |

### Valgte Europa-Parlamentsmedlemmer
Der blev valgt i alt 13 danske Europa-Parlamentsmedlemmer.
Dansk Folkeparti
- Morten Messerschmidt (465 758)
- Rikke Karlsson (9 205)
- Anders Vistisen (8 315)
- Jørn Dohrmann (6 439)

Socialdemokraterne
- Jeppe Kofod (170 739)
- Christel Schaldemose (64 495)
- Ole Klæstrup Christensen (26 970)

Venstre
- Ulla Tørnæs (136 388)
- Jens Rohde (48 882) (er senere skiftet til Radikale Venstre)

Socialistisk Folkeparti
- Margrete Auken (153 072)

Det Konservative Folkeparti
- Bendt Bendtsen (151 274)

Folkebevægelsen mod EU
- Rina Ronja Kari (63 673)

Radikale Venstre
- Morten Helveg Petersen (76 390)

## Tidslinje

### 2009
- 5. september 2009: Efter ikke at have opnået valg ved EU-valget i 2009, nedlægger Junibevægelsen sig selv.[17]

### 2011
- 8. marts 2011: Nyvalgt medlem for Dansk Folkeparti, Anna Rosbach-Andersen, forlader partiet. Rosbach-Andersen bliver løsgænger i parlamentet, og går over til ECR gruppen fra EFD gruppen, som DF er en del af.[18]

### 2012
- 1. januar 2012: Danmark overtager formandskabet af EU fra Polen.
- 31. juni 2012: Danmark giver formandskabet videre til Cypern.
- 17. november 2012: Jens Rohde og formand for Europabevægelsen Erik Boel, skriver en kronik om EU's fremtid. Rohde går bl.a. ind for fælles europæisk militær, og ny traktat der giver mere magt til EU.[19]
- 18. november 2012: På Venstres landsmøde sås der tvivl om Jens Rohde bør være spidskandidat efter en kronik i Berlingske Tidende d. 17/11-2012. Som konsekvens udskyder man valget et år.[20]

### 2013
- 6. marts 2013: Bendt Bendtsen anbefales som spidskandidat til EU-valget af det Konservative Folkepartis forretningsudvalg.[21]
- 19. marts 2013: Gruppeformand for Socialdemokraterne i EU-parlamentet, Dan Jørgensen, afslører at han vælger at forlade Europa-parlamentet til fordel for folketinget til næste valg. Dan skal opstilles i Middelfartkredsen og overtager for Poul Sørensen, der har siddet som spidskandidat i 21 år for liste A, men opnåede ikke genvalg i 2011.[22]
- 20. marts 2013: Emilie Turunen, der er valgt til EU-parlamentet for SF, forlader partiet til fordel for Socialdemokratiet, og bliver medlem af S&D gruppen.[23]
- 7. maj 2013: Et notat fra justitsministeriet gør det klart, at en tiltrædelse af patentdomstolen ville være suverænitetsafgivelse. Det betyder at der enten skal være et flertal i folketinget på 5/6, eller at danskerne skal til folkeafstemning.[24]
- 9. august 2013: Ellen Trane Nørby bliver kørt i stilling som Venstres spidskandidat på et pressemøde lidt uden for Vemb i Vestjylland, i forbindelse med partiets sommergruppemøde.[25]
- 29. august 2013: Det bredes som steppebrænde at EU vil forbyde lakridspiber. De følgende dage kan man se forskellige politikere gå med en lakridspibe i mundvigen. Supermarkeder melder også om en 6-dobling af salget som følge af sagen.[26][27]
- 09. september 2013: Der offentliggøres en undersøgelse af hvordan vælgerne ser partiernes holdning til EU. Her fremgår det at vælgerne mener at Venstre er mest EU-positiv. Det mest overraskende, i følge eksperter, er at de Radikale ligger som nr. 4 af 8. [28]
- 15. september 2013: Det Radikale Venstre vælger Morten Helveg Petersen som spidskandidat for partiet, på partiets landsmøde. Helveg blev valgt med 325 stemmer for, og 22 blanke.[29]
- 24. september 2013: DI's direktør, Karsten Dybvad, langer ud efter Dansk Folkeparti i sagen omkring patentdomstolen. DI mener at det vil skade danske virksomheder. DF og EL er uenige.[30]
- 26. september 2013: SF's urafstemning om spidskandidaten til EU-valget, giver en klar sejr til Margrete Auken, der sidder i parlamentet for SF i forvejen. Auken fik 1275 af 2177 mulige stemmer. De resterende, Tonni Hansen, Anne-Mette Wehmüller og Christine Sidenius fik hhv. 473, 391 og 388 stemmer.[31]
- 27. september 2013: Dansk Folkeparti er klar til at forhandle med regeringen om patentdomstolen. Partiet kræver folkeafstemning om bankunionen, eller værn mod velfærdsturisme. Forslaget bliver mødt med kritik og DF bliver ikke indbudt til forhandlinger.[32]
- 29. september 2013: På Socialdemokratiets partikongres vælges Jeppe Kofod som spidskandidat til Europa-parlamentsvalget. Samtidig offentliggøres partiets øvrige kandidater.[33][34]
- 29. september 2013: Bendt Bendtsen bliver officielt valgt som spidskandidat til EU-valget. I sin valgtale tordner han mod Dansk Folkeparti og Liberal Alliance med ordene: "EU er ikke nogen a la carte-restaurant"[35]
- 1. oktober 2013: Statsminister, Helle Thorning-Schmidt, slår, i sin åbningstale til folketinget, fast at Danmark skal til Europa-parlamentsvalg d. 25. maj 2014.[36]
- 2. oktober 2013: Der fremsættes lovforslag om Danmark skal tiltræde patentdomstolen. Det bliver fremsat af erhvervs- og vækstminister Henrik Sass Larsen. [37]

- 5. oktober 2013: Ellen Trane Nørby bliver enstemmig valgt som spidskandidat til EU-valget for venstre.[38] Det fremgår samtidig at det ikke er sikkert Ellen Trane Nørby vil sidde perioden ud, så fremt i fald hun bliver valgt ind. [39]
- 10. oktober 2013: 1. Behandling af lovforslaget af Danmarks tiltrædelse af patentdomstolen (L22).
- 14. oktober 2013: Dansk Folkeparti fastholder sit nej til patentdomstolen sammen med Enhedslisten. Det betyder at danskerne skal til folkeafstemning.[40]
- 26. oktober 2013: Rina Ronja Kari vælges som spidskandidat for Folkebevægelsen mod EU. Samme dag vælges dem der kommer til at stå som nr. 2 og 3 på liste N, nemlig: Lave Broch og Ole Nors Nielsen[41]
- 27. oktober 2013: Folkebevægelsen mod EU offentligør den resterende liste der omfatter et 20 mand stort hold.[42]
- 24. november 2013: Der går rygter om at EU vil forbyde kanelsneglen, da der er et højt indhold af kumarin i bagværk med kassiakanel som erstatning for ægte kanel. Fødevarestyrelsen vil ikke frede kanelsneglen som traditionel dansk bagværk, hvilket får bagere til at protestere.[43]
- 12. december 2013: MEP for Socialdemokratiet, Dan Jørgensen, bliver fødevareminister hvilket bringer uro i partiet. Flere MF'ere føler sig forbigået af Thorning.[44]
- 13. december 2013:  Claus Larsen-Jensen indtræder i europaparlamentet for Socialdemokratiet i stedet for Dan Jørgensen.[45]
- 19. december 2013: Det står nu helt klart at danskerne skal til folkeafstemning om patentdomstolen d. 25. maj, samme dag som europaparlamentsvalget. Det står klart efter at hverken Dansk Folkeparti eller Enhedslisten ville give deres besyv til en fælles patentdomstol i EU.[46]

### 2014
- 15. januar 2014: I en måling foretaget af A&B analyse for altinget, viser at 54% af danskerne vil stemme ja til tiltrædelse af patentdomstolen.[47]
- 4. februar 2014: MEP for Folkebevægelsen mod EU, Søren Søndergaard, træder tilbage fra EU-parlamentet til fordel for partiets spidskandidat til valget, Rina Ronja Kari.